# Caranx
Genre
Caranx, les Carangues en français, est un genre de poissons de la famille des Carangidae (les « carangues »). 
Ce sont des prédateurs puissants et musculeux, ciblés par la pêche sportive. 

## Liste des espèces
Selon FishBase (10 mars 2017) : 
- Caranx bucculentus Alleyne & Macleay, 1877
- Caranx caballus Günther, 1868
- Caranx caninus Günther, 1867
- Caranx crysos (Mitchill, 1815) — Carangue coubali
- Caranx fischeri Smith-Vaniz & Carpenter, 2007
- Caranx heberi (Bennett, 1830)
- Caranx hippos (Linnaeus, 1766) — Carangue crevalle
- Caranx ignobilis (Forsskål, 1775) — Carangue à grosse tête, Carangue têtue (ou « grotête »)
- Caranx latus Agassiz in Spix & Agassiz, 1831 — Carangue mayole
- Caranx lugubris Poey, 1860
- Caranx melampygus Cuvier in Cuvier & Valenciennes, 1833 — Carangue ailes bleues
- Caranx papuensis Alleyne & Macleay, 1877
- Caranx rhonchus Geoffroy Saint-Hilaire, 1817
- Caranx ruber (Bloch, 1793) — Carangue comade
- Caranx senegallus Cuvier in Cuvier & Valenciennes, 1833
- Caranx sexfasciatus Quoy & Gaimard, 1825 — Carangue aux gros yeux
- Caranx tille Cuvier in Cuvier & Valenciennes, 1833
- Caranx vinctus Jordan & Gilbert, 1882

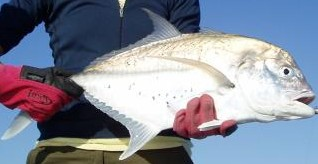
Caranx bucculentus
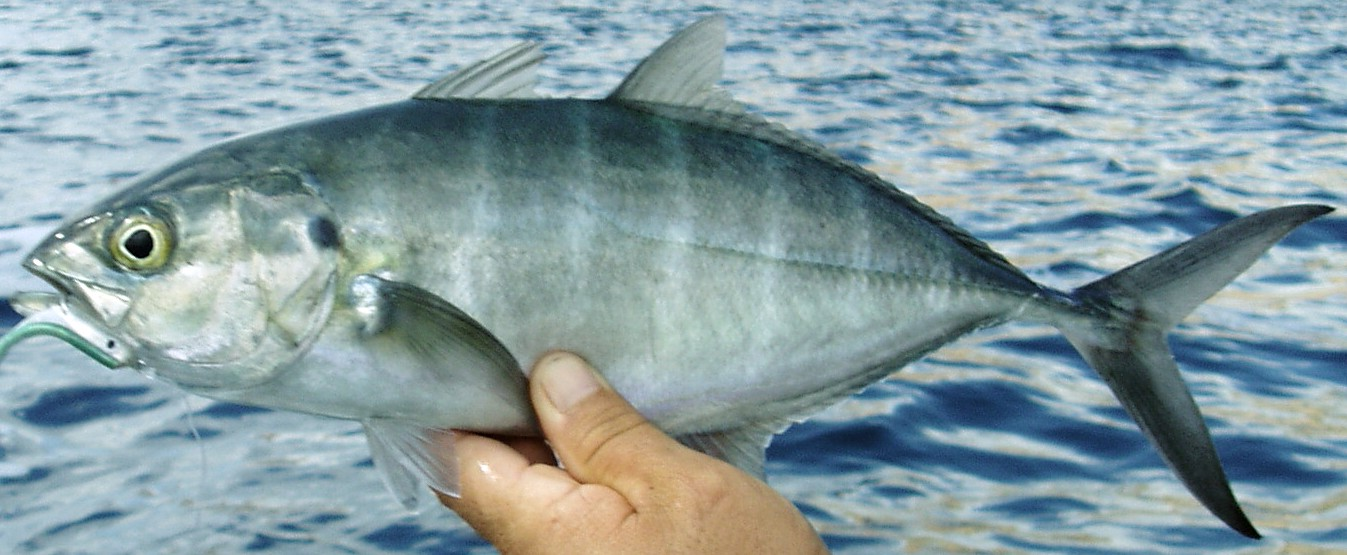
Caranx caballus
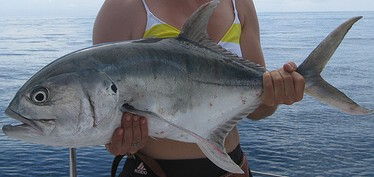
Caranx caninus
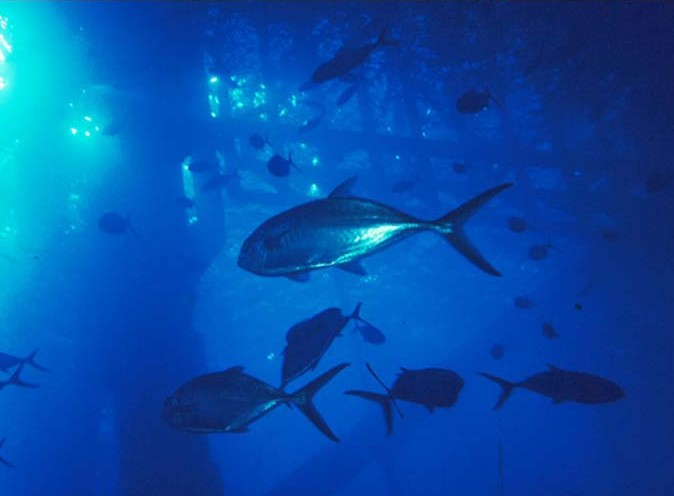
Caranx crysos
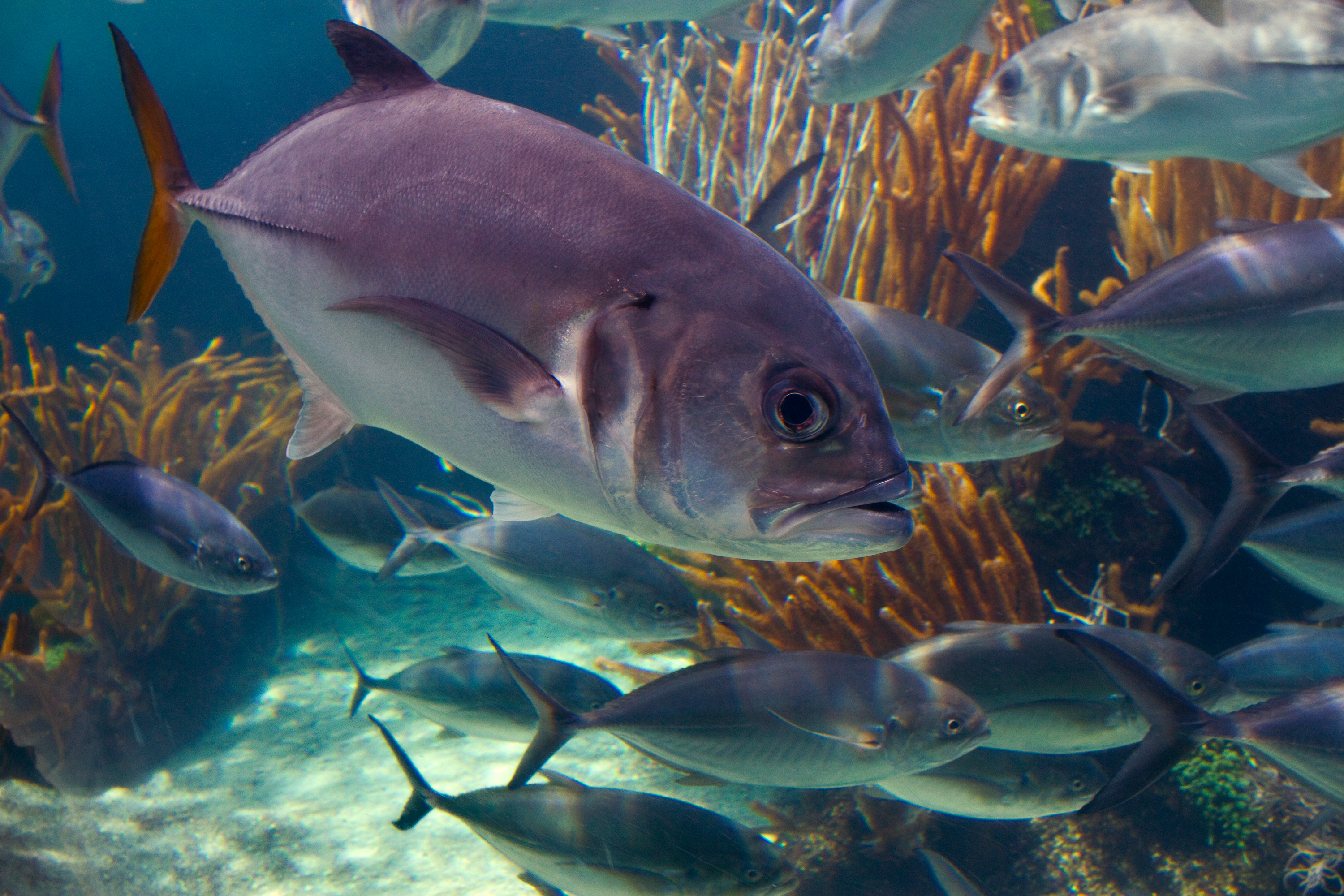
Caranx latus
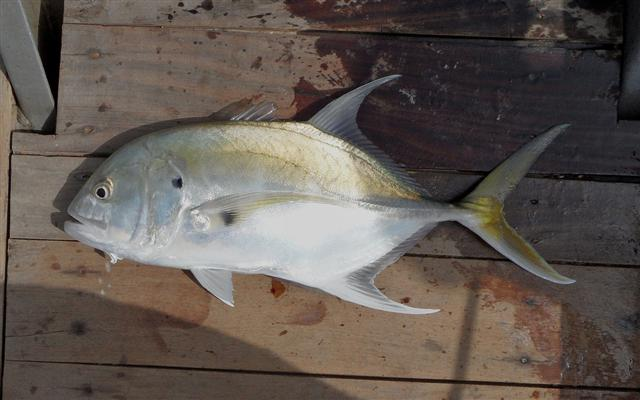
Caranx fischeri
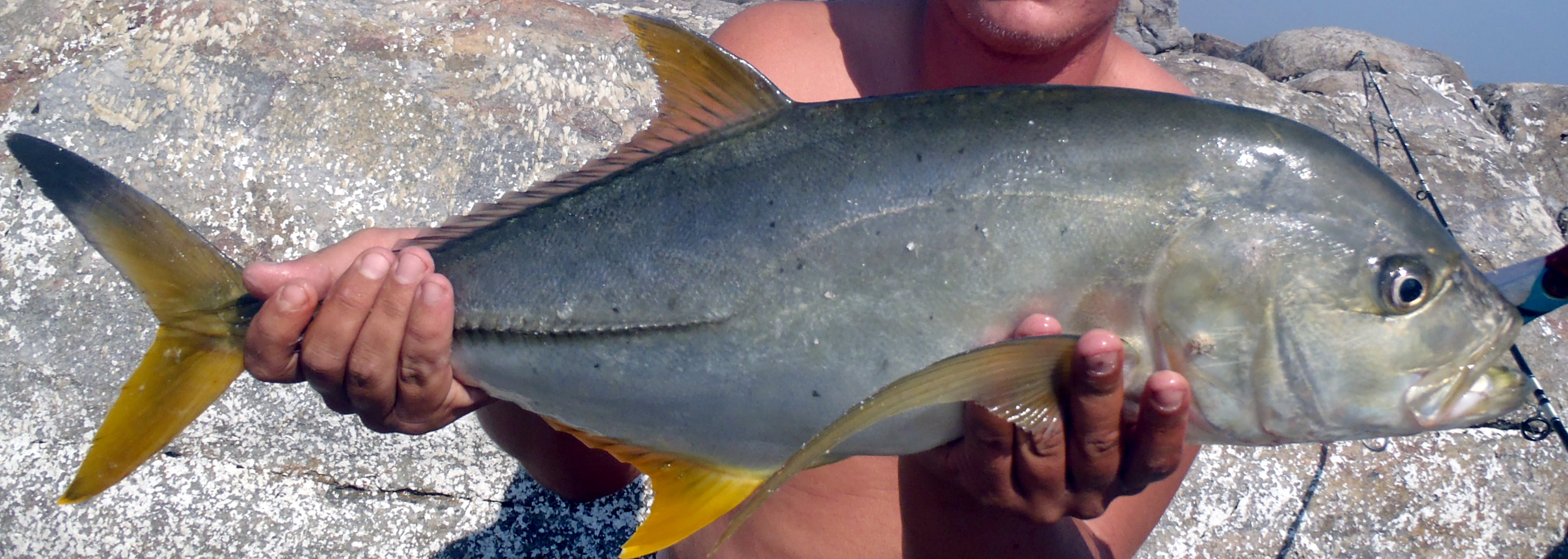
Caranx heberi
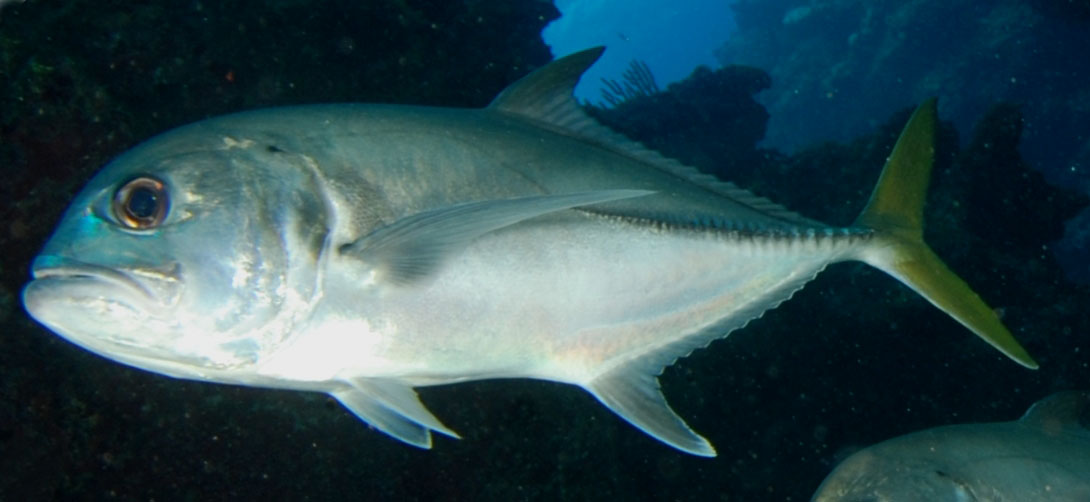
caranx hippos
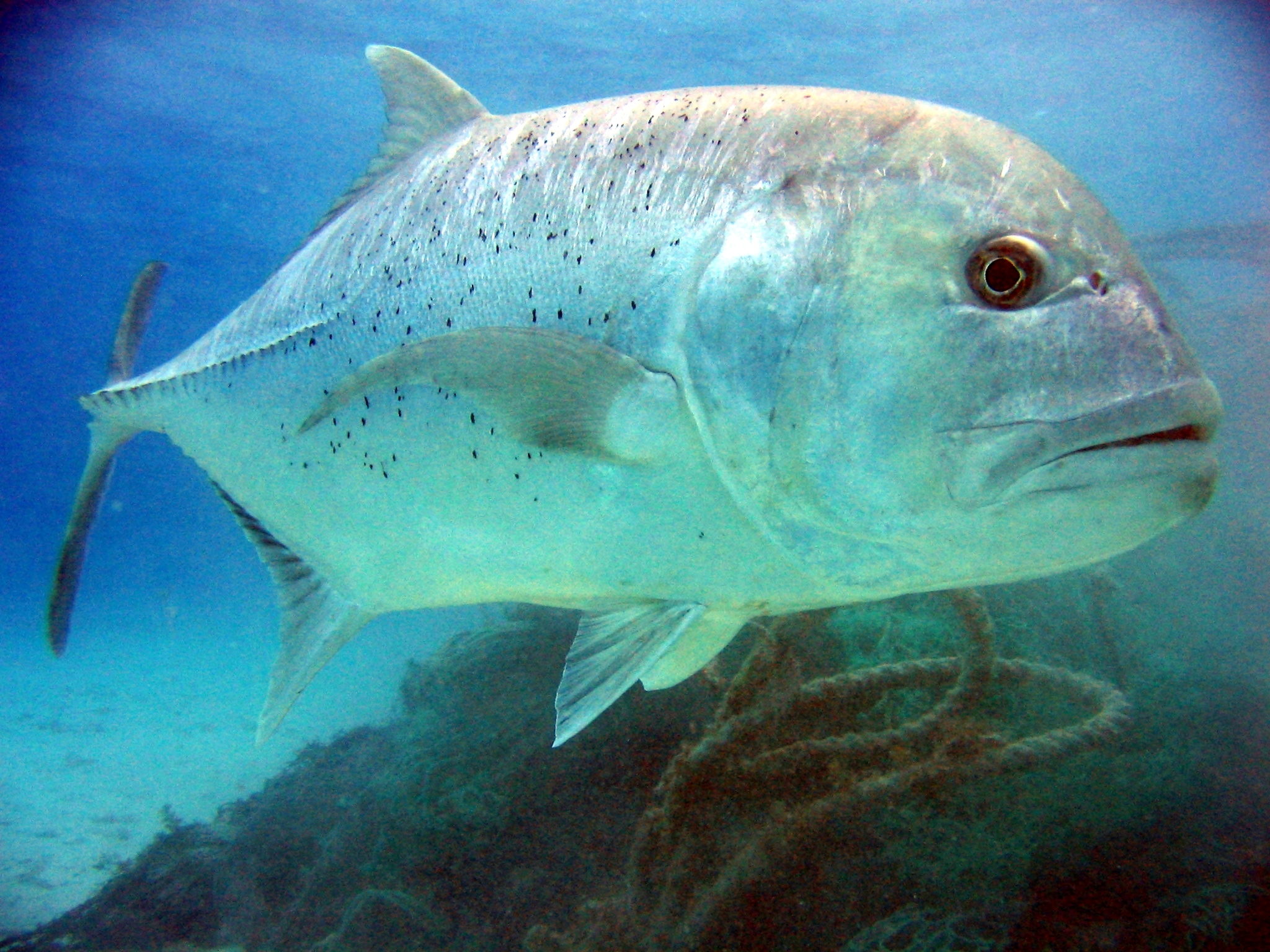
Caranx ignobilis
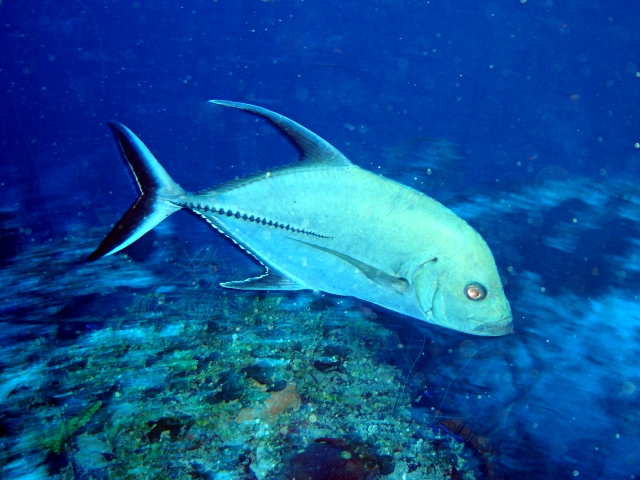
Caranx lugubris
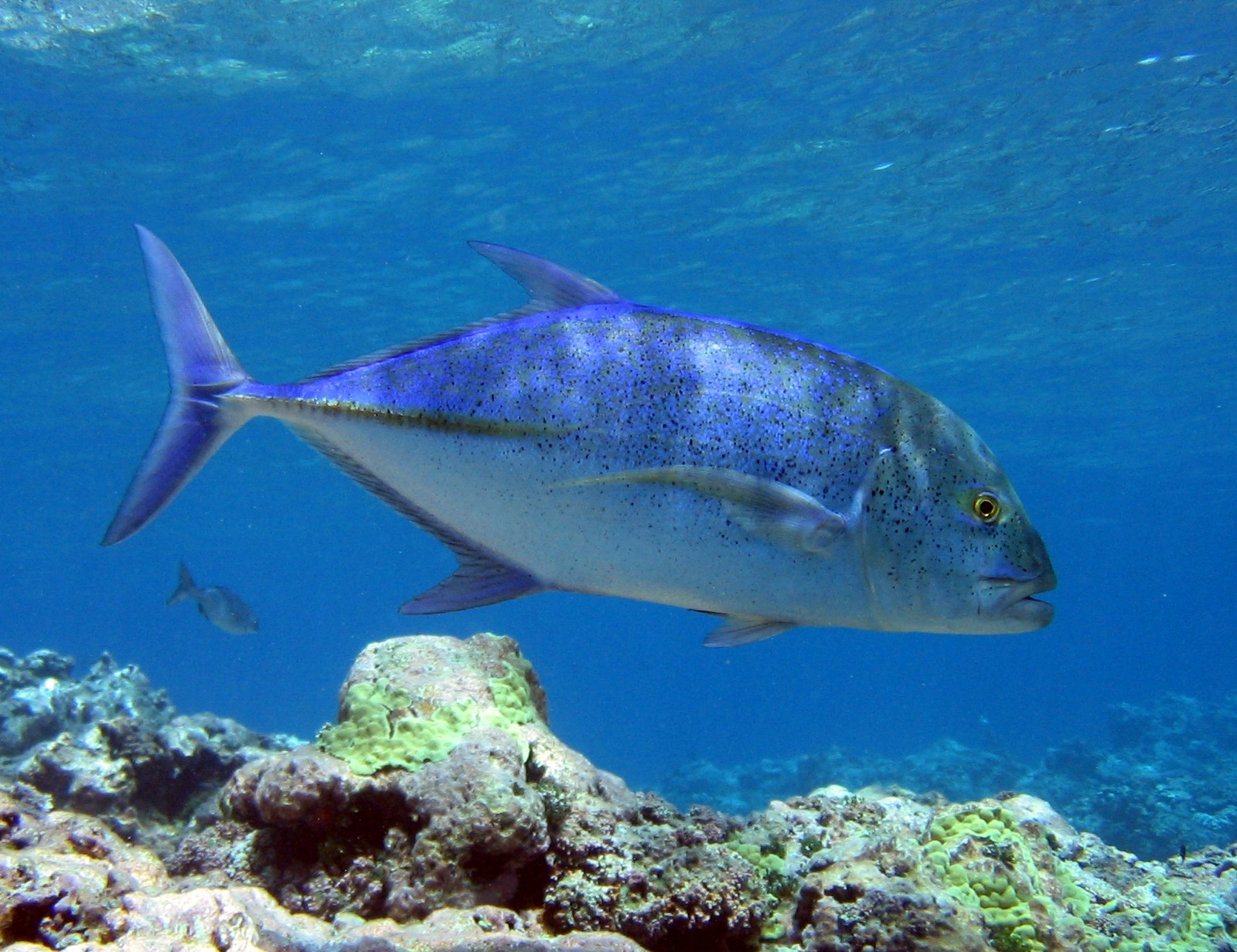
Caranx melampygus
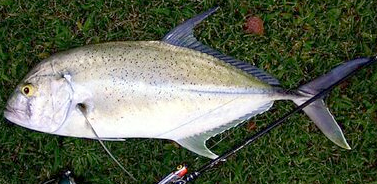
Caranx papuensis
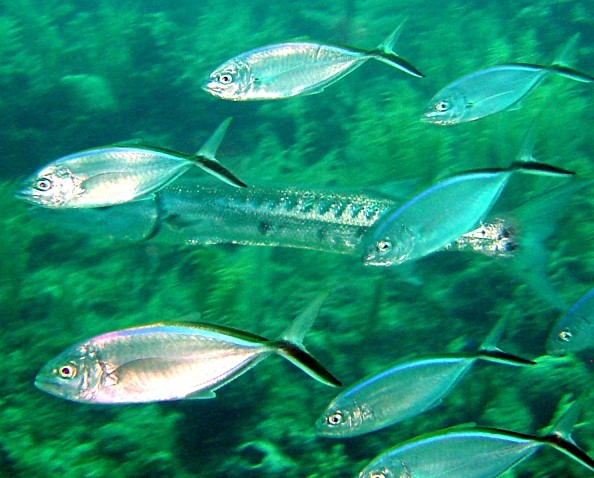
Carangoides ruber
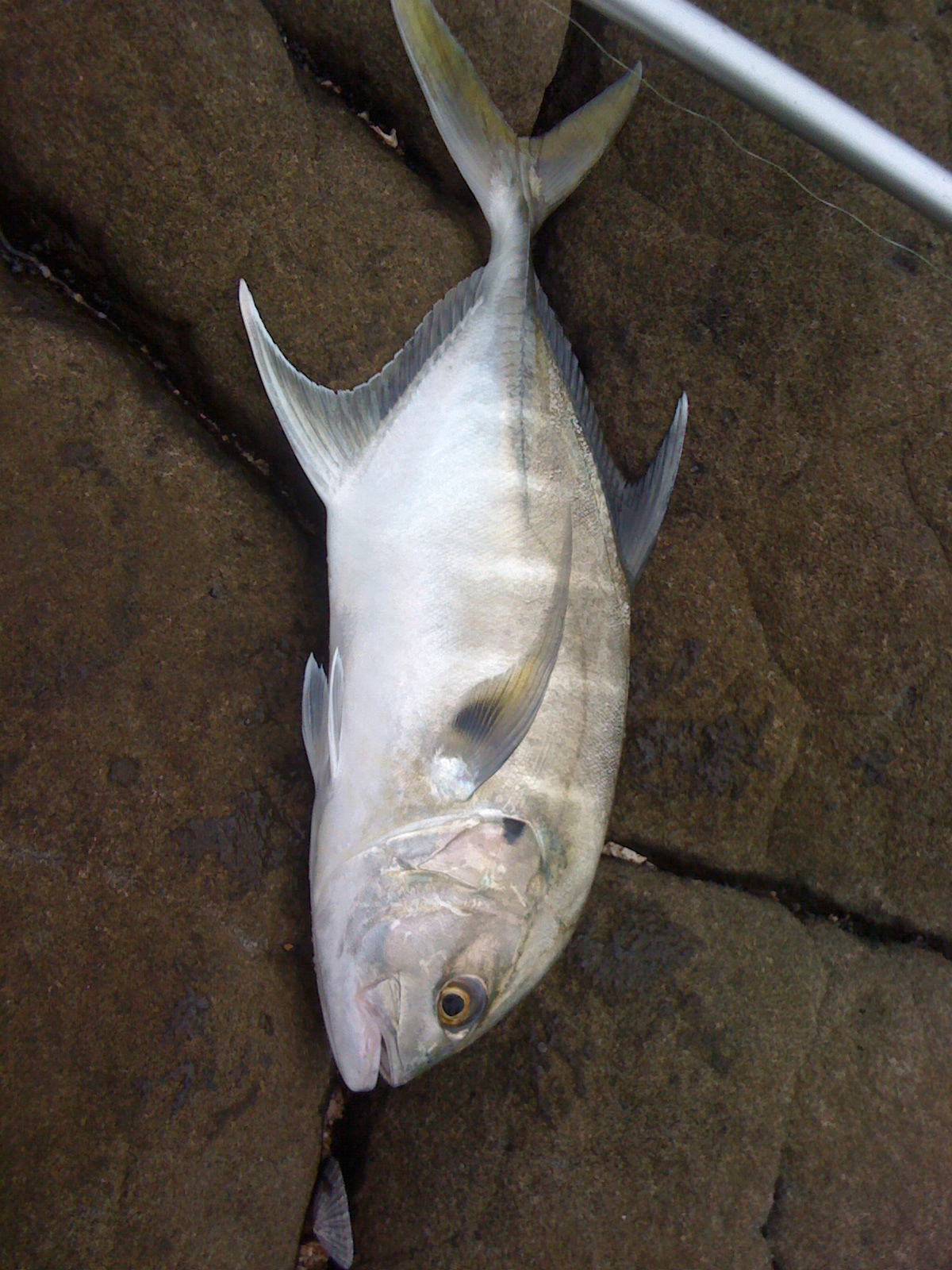
Carangoides senegallus
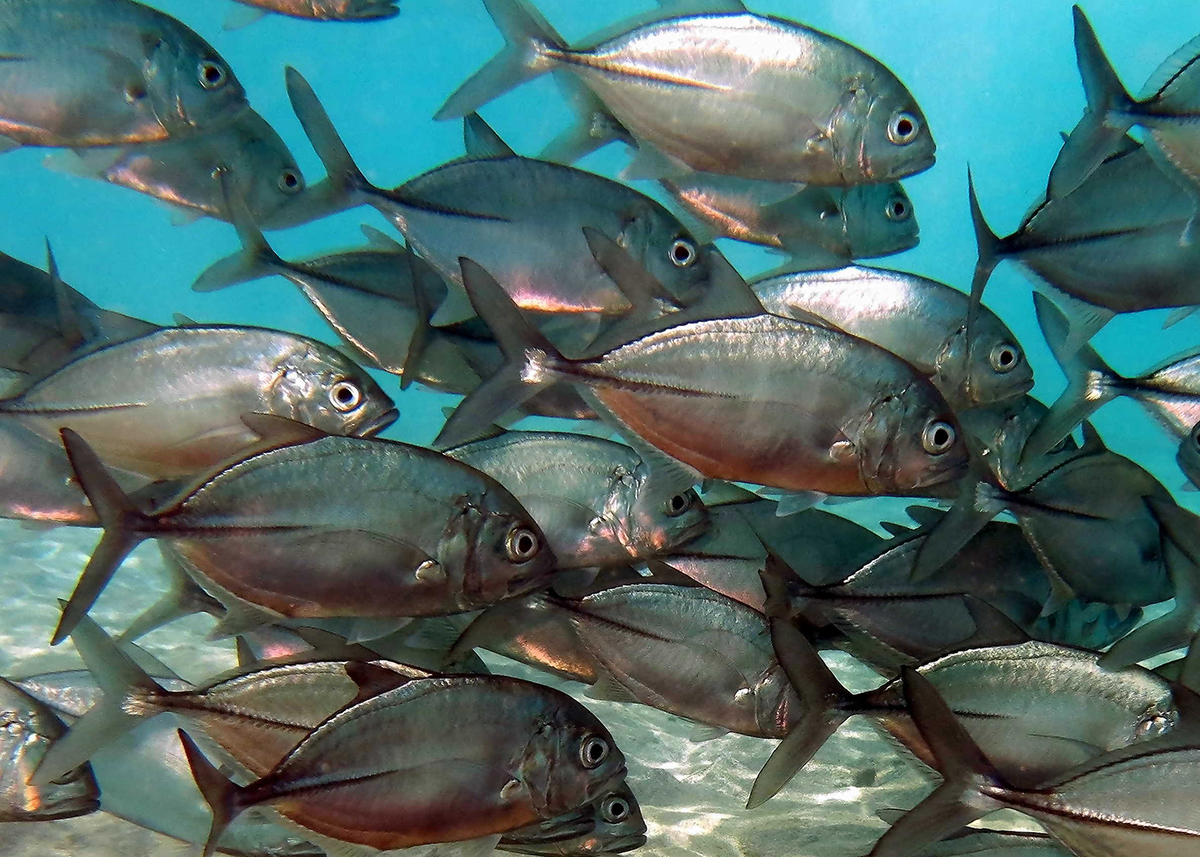
Caranx sexfasciatus
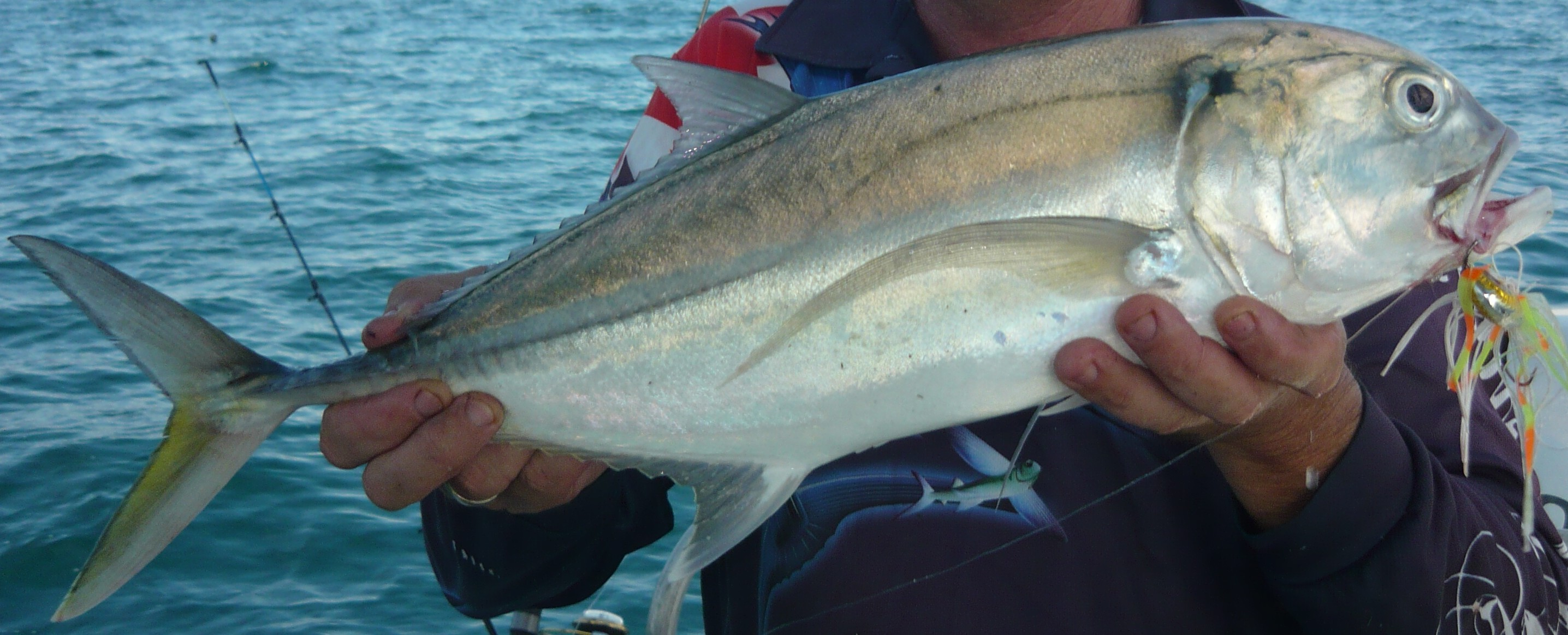
Caranx tille
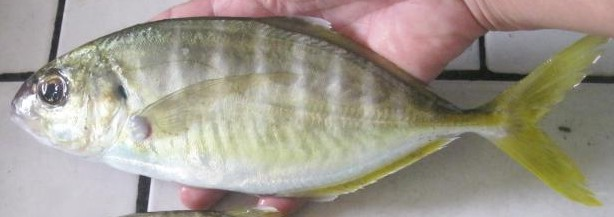
Caranx vinctus